# مغربة الديمة (العدين)

تعديل مصدري - تعديل

مغربة الديمة محلة تابعة لقرية الجبل، التابعة لعزلة بني عمران بمديرية العدين إحدى مديريات محافظة إب في الجمهورية اليمنية، بلغ تعداد سكانها 45 حسب تعداد اليمن لعام 2004.